# Girls und Panzer
Pour les articles homonymes, voir GUP.
Girls und Panzer (ガールズ&パンツァー, Gāruzu ando Pantsā), abrégée en GuP ou Garupan (ガルパン), est une franchise d'animation japonaise réalisée par Tsutomu Mizushima, écrite par Reiko Yoshida et produite par Kiyoshi Sugiyama pour le studio Actas.
L'anime dépeint un monde où les lycées de filles pratiquent la guerre blindée en tant que compétition sportive.
La diffusion a lieu au Japon entre le 8 octobre et le 25 décembre 2012, avec deux épisodes supplémentaires diffusés en mars 2013, ainsi qu'un OVA en juillet 2014.
L'anime a été adaptée en plusieurs mangas, ainsi qu'en light novel. Un film d’animation est sorti dans les salles japonaises le 21 novembre 2015. Un film en six parties est diffusé à partir de 2017. Plusieurs jeux vidéo sur l'univers de l'anime ont été édités par Bandai Namco Entertainment.

## Histoire

### Prologue
Dans un monde uchronique, les lycées de jeunes filles se trouvent sur d'immenses villes-navires, connus sous le nom de navires de l’Académie, isolées des terres et ne s'amarrant que rarement au continent.
Parmi les nombreuses activités auxquelles les lycéennes peuvent participer, l’une des plus populaires est le sensha-dō (戦車道, litt. « la voie du char »), qui est l’art d’utiliser des chars lors d'épreuves de combat, et qui est considéré dans ce monde comme un art martial traditionnel pour les femmes.
Les différents lycées de jeunes filles s'affrontent donc dans des compétitions. Bien que les équipages se battent à coups de canon, il n'y a jamais de blessé ou de mort dans ces combats.

### Synopsis
La jeune Miho Nishizumi est la fille d’une famille prestigieuse de pratiquantes de sensha-dō, en particulier sa mère Shiho Nishizumi et sa grande sœur Maho Nishizumi, qui sont des championnes reconnues. Toutes sont issues du lycée Kuromorimine.
À la suite d'un accident où l'équipage d'un char manqua de se noyer, Miho souhaita échapper à cette tradition familiale. Elle fut alors transférée au lycée Ōarai, car elle présumait que le lycée ne pratiquait plus ce sport.
Cependant, peu de temps après que Miho ait commencé sa nouvelle vie scolaire et à se faire de nouveaux amis, le conseil des élèves annonce que le club de sensha-dō du lycée est rouvert et contraint Miho, seule étudiante ayant une expérience dans le domaine, à le rejoindre. Bien que réticente à s’inscrire au début, et ayant pratiquement été forcée, Miho reprend les entrainements de sensha-dō, et avec son équipe, affronte d'autres lycées, dans une compétition qui devient une affaire sérieuse après que Miho et les autres élèves apprennent que leur lycée sera fermé s’ils ne gagnent pas,.

## Univers deGirls und Panzer

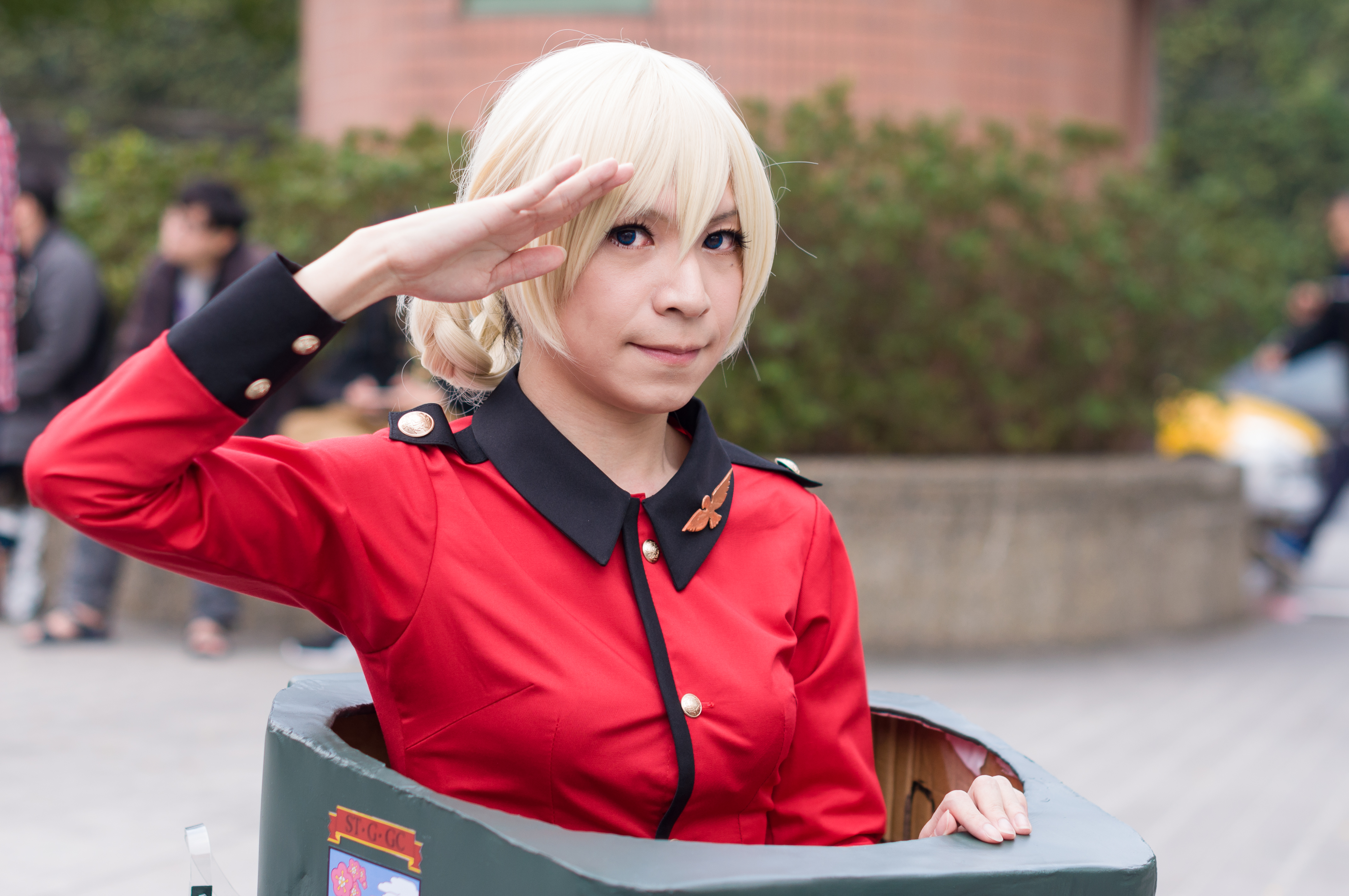
Costumade du personnage de Darjeeling du lycée St-Gloriana lors du Comic World Taiwan 44

L'univers de Girls und Panzer est divisé en plusieurs lycées de jeunes filles. Certains sont récurrents, comme le lycée Ōarai —où étudie le personnage principal—, d'autres sont seulement présents dans un des OVA.
Chaque lycée — hormis le lycée Ōarai et le lycée Sélection — possède une tradition. C'est-à-dire une nation combattante de la Seconde Guerre mondiale que les élèves représentent. Cela se voit à la nationalité des chars employés, mais aussi aux uniformes et au mode de vie des élèves. Par exemple, les élèves du lycée St-Gloriana ont un uniforme inspiré de la Household Division et boivent du thé, même pendant les combats.

## Anime

### Série télévisée

#### Production
Tsutomu Mizushima réalise l'anime pour le studio Actas. La conception des personnages est faite par Takesshi Nogami.
Takaaki Suzuki, qui avait été conseiller militaire pour Strike Witches et Upotte a déclaré être impliqué dans la production de la série.
Bien que l'anime soit en 2D, l'infographie tridimensionnelle fut utilisée, notamment pour créer les chars,.

#### Fiche technique
- Titre original : ガールズ&パンツァー (Gāruzu ando Pantsā?)
- Titre international : Girls und panzer
- Réalisation : Tsutomu Mizushima[3],[11],[12]
- Scénario : Reiko Yoshida[13],[11],[14]
- Musique : Shiro Hamaguchi[15],[12]
- Composition de la série :
- Character design : Takeshi Nogami[11],[12]
- Studio d'animation : Actas, Graphinica[16]
- Directeur du son : Yoshikazu Iwanami[15],[12]
- Producteur : Kiyoshi Sugiyama, Youhei Hayashi, Youichi Sekine, Hirotsugu Ogisu[15]
- Société de production : Actas[13],[14]
- Pays d'origine :  Japon
- Année de production : 2012[13],[14],[17]
- Studio de production : Actus[12]
- Conseiller militaire : Takaaki Suzuki[12]

#### Diffusion

##### Au Japon
Le premier épisode est diffusé au Japon sur Tokyo MX le 9 octobre 2012, sur TV Osaka et TV Aichi le 11 octobre, sur BS11 le 13 octobre 2012 et sur AT-X le 17 octobre 2012. La diffusion se termine le 25 mars 2013.

##### À l'internationale
L'anime est distribué en Allemagne par la société Krause & Schneider Multimedia,. Le doublage est assuré par la société G&G Tonstudios.
La série d'animation est diffusée au Japon à partir du 8 octobre 2012 en simulcast par Crunchyroll,. À sa sortie, la série était disponible pour les membres des États-Unis, du Canada, du Royaume-Uni, de l’Irlande, de l’Australie, de la Nouvelle-Zélande, des Pays-Bas, de la Scandinavie et de l’Afrique du Sud.
Sentai Filmworks a annoncé l’acquisition des droits en septembre 2012 pour une adaptation en Blu-ray et DVD et a publié les 12 épisodes de la série en Amérique du Nord le 3 décembre 2013.

#### Liste des épisodes
Il existe 12 épisodes, ainsi que 2 épisodes récapitulatifs et un 1 épisode bonus[réf. nécessaire].

##### OAV
Six épisodes spéciaux (plus dix minutes par épisode) sont inclus sur les Blu-ray et DVD vendus entre le 21 décembre 2012 et 21 juillet 2013.

#### Musique
ChouCho interprète l'indicatif musical d'introduction "Dream Riser", tandis que Mai Fuchigami, Ai Kayano, Mami Ozaki, Ikumi Nakagami et Yuka Iguchi, interprétant les cinq personnages principaux de la série, chantent la musique de clôture intitulée "Enter Enter Mission!".
La chanson "Panzer Vor" est le leitmotiv du lycée Ōarai.

### Films d'animation

#### Der Film
Il s'agit d'un film d'animation qui a été créé à la suite de la série. Après le tournoi national de sensha-dō, les lycéennes d'Ōarai affrontent une grande crise. Elles devront faire passer leurs compétences au niveau supérieur pour surmonter leur plus grand défi à ce jour.
Ce film est sorti en salles japonaises le 21 novembre 2015, puis en DVD et Blu-ray au Japon le 27 mai 2016. Cette sortie est accompagnée d'un OAV intitulé Alice War! (アリス・ウォー！, Arisu Wō!). Le film est un succès au box-office, totalisant 84,752 entrés la première semaine pour une recette de plus de 128 millions de yens.
À l'occasion du dixième anniversaire de sa sortie, le film retourne en salles au Japon à partir du 21 novembre 2025, y compris dans les nouveaux formats 4K et MX4D (en), offrant une qualité d'image supérieure.

#### Das Finale
Une série de six films d'animation en cours de production, qui fait suite à l'arc Der Film. Le premier film est sorti le 9 décembre 2017, le deuxième le 15 juin 2019, le troisième le 26 mars 2021,, et le quatrième le 6 octobre 2023.
L'histoire débute quand Momo Kawashima peine à subvenir aux besoins de sa famille tout en étudiant pour les examens d'entrée à l'université. Les membres du club du lycée Ōarai décident de remporter la coupe d'hiver en son honneur et doivent affronter un adversaire inattendu.

#### It's More Love Love Operation!
Une adaptation animée en quatre parties du manga dérivé It’s More Love Love Operation ! a été annoncée le 16 mars 2025. La série est produite par P.A. Works et Actas et réalisée par Masami Shimoda, avec Takahiko Usui en tant que réalisateur de la série, Noboru Kimura s’occupant de la composition de la série et Shirō Hamaguchi revenant pour composer la musique.

### Musique
La musique est composée par Shiroh Hamaguchi et produite par Katsumi Koike. La performance est réalisée par :
- Hideyo Takakuwa ;
- Junko Yamashiro ;
- Kanade Shishiuchi ;
- Ryosuke Kashiwada[3].

### Doublage
|                               | Japonais                    |
| ----------------------------- | --------------------------- |
| Miho Nishizumi                | Mai Fuchigami               |
| Saori Takebe                  | Ai Kayano                   |
| Hana Isuzu                    | Mami Ozaki                  |
| Yukari Akiyama                | Ikumi Nakagami              |
| Mako Reizei                   | Yuka Iguchi                 |
| Anzu Kadotani                 | Misato Fukuen               |
| Momo Kawashima                | Kana Ueda                   |
| Riko Matsumoto                | Satomi Moriya               |
| Takako Suzuki                 | Eri Sendai                  |
| Yuzu Koyama                   | Mikako Takahashi            |
| Takeko Nogami                 | Ayuru Ōhashi                |
| Noriko Isobe                  | Mika Kikuchi                |
| Akebi Sasaki                  | Sakura Nakamura             |
| Shinobu Kawanishi             | Mari Kirimura               |
| Taeko Kondou                  | Maya Yoshioka               |
| Azusa Sawa                    | Hitomi Takeuchi             |
| Aya Ōno                       | Chuna                       |
| Saki Maruyama                 | Mikako Komatsu              |
| Karina Sakaguchi              | Konomi Tada                 |
| Ayumi Yamagou                 | Nozomi Nakazato             |
| Yuuki Utsugi                  | Yuri Yamaoka                |
| Midoriko Sono                 | Shiori Izawa                |
| Nozomi Konparu                | Shiori Izawa                |
| Moyoko Gotou                  | Shiori Izawa                |
| Mai Nekota                    | Ikumi Hayama                |
| Rera Nakajima                 | Nozomi Yamamoto             |
| Keiko Hoshino                 | Hisako Kanemoto             |
| Muuton Tsuchiya               | Eri Kitamura                |
| Maria Suzuki                  | Mai Ishihara                |
| Ogin                          | Ayane Sakura                |
| Rum                           | Natsumi Takamori            |
| Murakami                      | Yō Taichi                   |
| Flint                         | Madoka Yonezawa             |
| Cutlass                       | Ami Nanase                  |
| Ami Chōno                     | Heriku Shiina               |
| Darjeeling                    | Eri Kitamura                |
| Orange Pekoe                  | Mai Ishihara                |
| Assam                         | Satomi Akesaka (en)         |
| Rosehip                       | Natsumi Takamori            |
| Rukuriri                      | Masayo Kurata (en)          |
| Nilgiri                       |                             |
| Vanilla                       |                             |
| Cranberry                     |                             |
| Kay                           | Ayako Kawasumi              |
| Naomi                         | Mariya Ise                  |
| Alisa                         | Aya Hirano                  |
| Helmet-chan                   |                             |
| Anzai Chiyomi                 | Maya Yoshioka               |
| Hina                          | Saori Hayami                |
| Pepperoni                     | Yō Taichi                   |
| Amaretto                      |                             |
| Katyusha                      | Hisako Kanemoto             |
| Nonna                         | Sumire Uesaka               |
| Klara                         | Jenya                       |
| Nina                          | Saki Ogasawara (ja)         |
| Alina                         | Kanami Satou                |
| Maho Nishizumi                | Rie Tanaka                  |
| Erika Itsumi                  | Hitomi Nabatame (en)        |
| Koume Akaboshi                | Eri Sendai                  |
| La chef de char du Maus       |                             |
| La chef de char du Panther    |                             |
| La chef de char du Panzer III |                             |
| Emi Kojima                    |                             |
| Léla Rou                      |                             |
| Natsumi                       |                             |
| Bauer                         |                             |
| Anna Iruma                    |                             |
| Kinuyo Nishi                  | Asami Setō                  |
| Tamaki Tamada                 | Madoka Yonezawa             |
| Shizuko Hosomi                | Ami Nanase (ja) (Der Film)  |
| Haru Fukuda                   | Naomi Ōzora (en) (Der Film) |
| Setsuko Nagura                |                             |
| Noriyo Hamada                 | Yuka Inoue                  |
| Tomiko Teramoto               |                             |
| Emi Ikeda                     | Konomi Tada                 |
| Rin Kubota                    | Yō Taichi (en)              |
| Yasuko Nishihara              |                             |
| Chiyoko Uenishi               |                             |
| Tatsu Hasegawa                |                             |
| Hanako Hirai                  |                             |
| Mika                          |                             |
| Aki                           |                             |
| Mikko                         |                             |
| Jouko                         |                             |
| Rumi                          |                             |
| Touko                         |                             |
| Asuko                         |                             |
| Lili                          |                             |
| Éclair                        |                             |
| Fondue                        |                             |
| Galette                       |                             |
| Madeleine                     |                             |
| Colombier                     |                             |
| Marie                         | Yumi Hara                   |
| Rena Andou                    | Minami Tsuda                |
| Ruka Oshida                   | Chika Anzai                 |
| Sofue                         |                             |
| Isabe                         |                             |
| El                            |                             |
| Viridiana                     |                             |
| Tristana                      |                             |
| Andalusia                     |                             |
| Wallaby                       |                             |
| Platypus                      |                             |
| Aeumi                         |                             |
| Magumi                        |                             |
| Arisu Shimada                 | Ayana Taketatsu             |
| Shiho Nishizumi               | Yumi Tōma                   |
| Boko                          | Ayumu Fujimura              |
| Renta Tsuji                   | Daisuke Kageura (ja)        |

Source : imdb.com, animenewsnetwork.com, myanimelist

## Produits dérivés

### Jeux vidéo

#### World of Tanks
Lors de la sortie du jeu World of Tanks au Japon, une bande dessinée tutorielle avec les personnages de l'anime est sortie sous le nom Hajimete no Senshadou ~ WoT for Beginners. Une vidéo a par ailleurs été diffusée au Tokyo Game Show pour annoncer cette collaboration. Le but est d'expliquer le fonctionnement du jeu,.
Un nouveau partenariat est organisé en octobre 2024.

#### Girls und Panzer(jeu vidéo social)
Nijibox a développé un jeu mobile social basé sur Girls und Panzer, qui est sorti au Japon sur Mobage, GREE et Mixi le 7 décembre 2012 et sur Pixiv le 10 janvier 2013. Le jeu n'est plus disponible depuis le 2 avril 2015.

#### Girls und Panzer: Dream Tank Match
Girls und Panzer: Dream Tank Match (ガールズ&パンツァードリームタンクマッチ) se joue sur PlayStation 4 et Nintendo Switch. Développé par Natsume et a été édité par Bandai Namco Entertainement,,, sorti le 22 février 2018 au Japon.

#### Girls und Panzer: Sensha-dō, Kiwamemasu!
Girls und Panzer: Master the Tankery! (ガールズ＆パンツァー： 戦車道、極めます！, Gāruzu ando Pantsā Senshadō, Kiwamemasu!) est un jeu édité par Bandai Namco Entertainment, développé en novembre 2013 et sorti le 26 juin 2014 sur PlayStation Vita. Famitsu lui donne une note de 23/40 PlayStation LifeStyle note le jeu 8/10

#### Girls und Panzer: Senshadо̄ Daisakusen!
Girls und Panzer: Great Tankery Operation ! (ガールズ＆パンツァー 戦車道大作戦!, Gāruzu ando Pantsā Senshadō Daisakusen!) est un jeu de simulation développé par Showgate pour Android et iOS, et publié par Mobcast Games au Japon le 11 novembre 2015,.

#### Girls und Panzer: Gather! Everyone's Tankery!!
Girls und Panzer: Gather ! Everyone's Tankery !! (ガールズ＆パンツァー あつまれ！みんなの戦車道!!, Gāruzu ando Pantsā Atsumare! Min'na no Senshadō!!) est un jeu vidéo de simulation de vie édité par Bandai Namco Entertainment et KLab Games. Sorti au Japon le 3 août 2018 sur Android et iOS, le jeu n'est plus disponible depuis le 27 novembre 2019,.

### Kochira Katsushika-ku Kameari kōen mae hashutsujo
Pour commémorer le 40e anniversaire de la sérialisation de Koko, Kochira Katsushika-ku Kameari kōen mae hashutsujo d’Osamu Akimoto, un crossover avec Girls und Panzer,.

## Accueil

### Anime

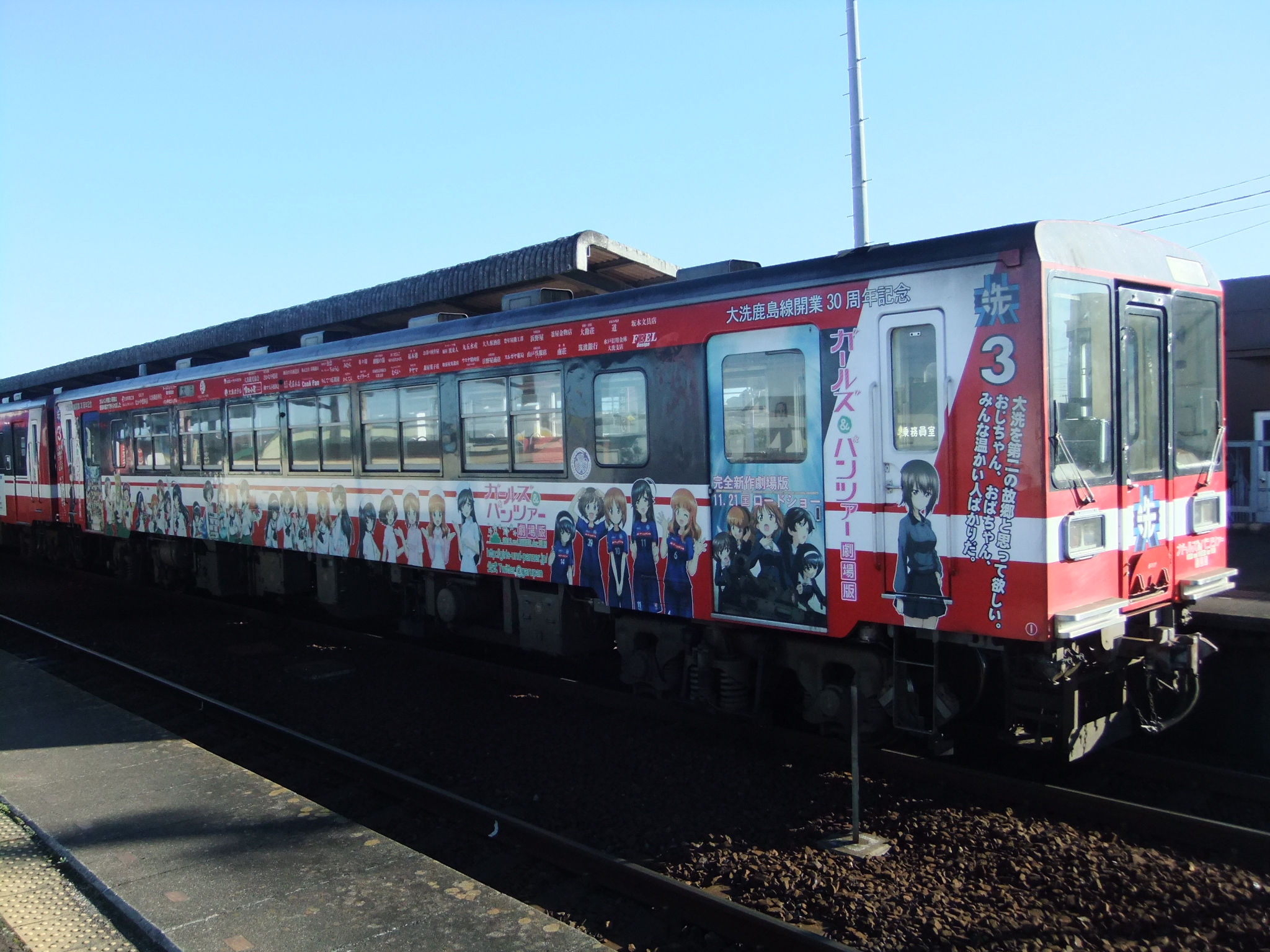
Personnages de l'anime représentés sur les parois d'une voiture ferroviaire KRT 6000.

Les ventes de Blu-ray de la première série de l’anime au Japon ont atteint la troisième place des charts d'Oricon à la mi-février 2013 avec plus de 28 000 copies vendues. La deuxième saison s'est écoulée avec 24 733 copies vendues (deuxième place) dans la première semaine de sortie fin février. Les ventes du Blu-ray de l'OAV Girls und Panzer: This is the Real Anzio Battle! s'élèvent à 35.909 copies la première semaine, atteignant la troisième place des charts d'Oricon.

### Figurines et maquettes
Les maquettes des chars présents dans l'anime finissent dans le top des ventes sur Amazon Japon.

### Tourisme

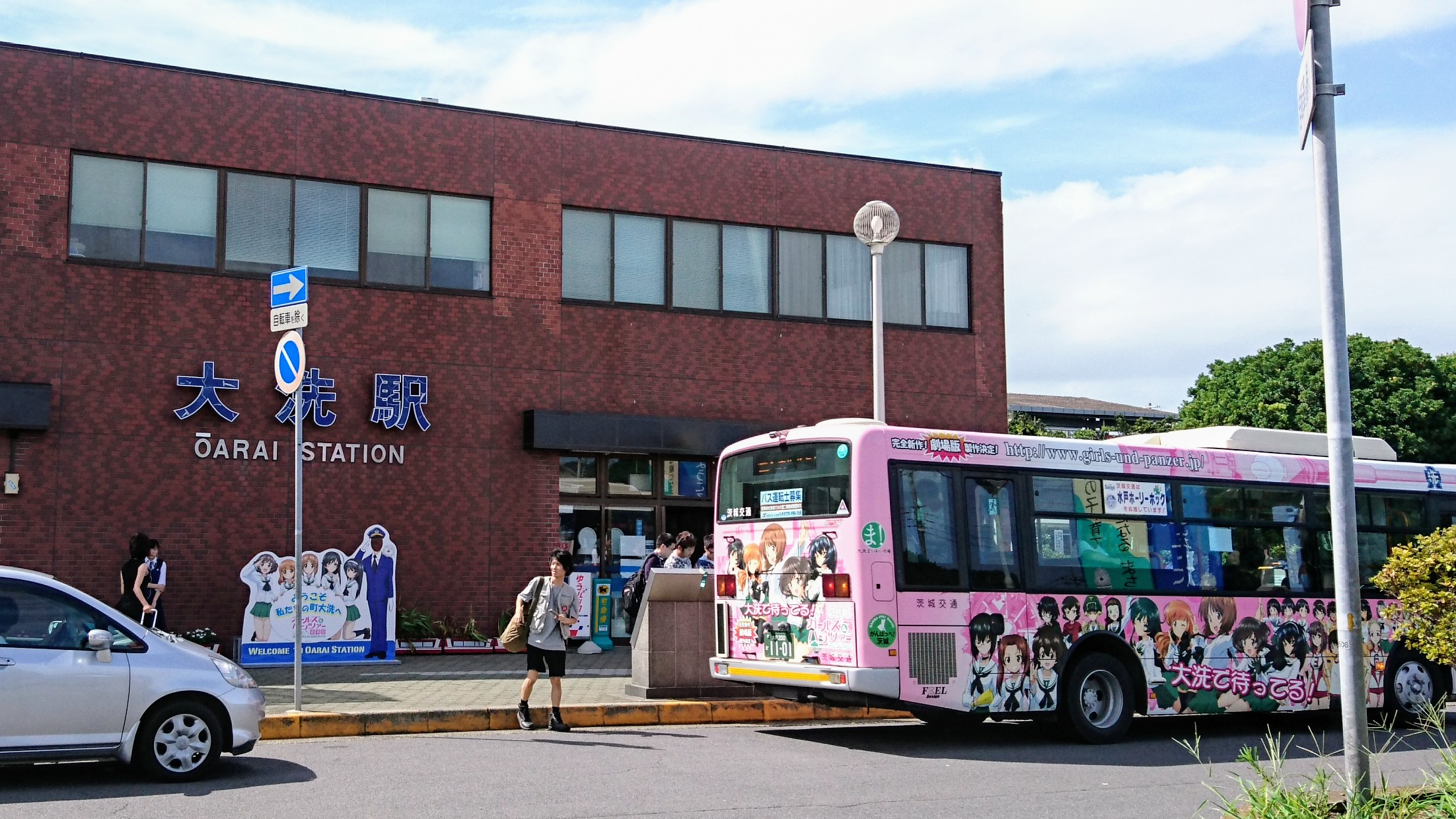
Scène devant la gare d'Ōarai montrant un autobus avec des personnages de l'anime peint dessus et des panneaux en carton devant la gare à l'effigie des personnages (2016).

La ville d’Ōarai où est localisée le lycée des personnages principaux est devenue un seichi junrei, le nombre de touristes ayant augmenter après la diffusion de l'anime,,,. En 2015, Les revenus en rapport au tourisme s'élèvent à 177 252 901 ￥.
Cette vague de tourisme est encouragée par le gouvernement japonais. La préfecture d'Ibaraki a remis le Grand Prize pour avoir amélioré l'image de la préfecture d'Ibaraki.
En 2013, le festival d'été d'Ōarai montre des démonstrations de chars en rapport à l'anime avec des décorations Itasha,,.
En 2015, l'annonce de la sortie du film Girls und Panzer der Film à lieu pendant le 18e festival de pêche à la ligne d’Ōarai.
Le 17 janvier 2017, Ōarai organise une fête pour l'anniversaire du personnage de Kay, qui est sensé avoir lieu à cette date.

### Critiques

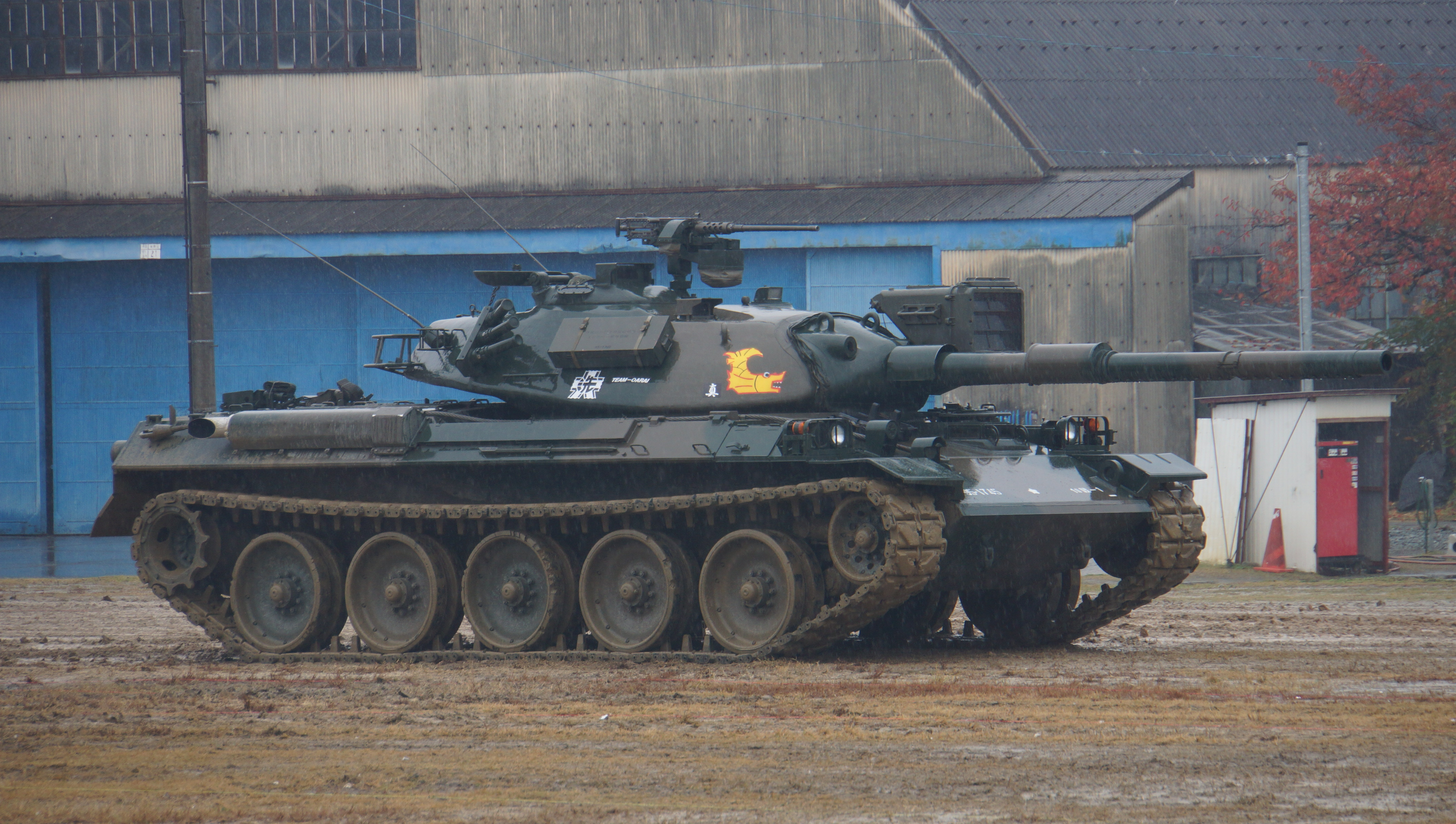
Char type 74 de l'armée japonaise arborant les emblèmes du lycée Ōarai.

Un article du Journal de la défense nationale chinoise (zh) accuse l'anime « d'embellir la guerre ». Ces accusations sont également reprises par le parti communiste japonais après l'annonce d'une collaboration entre la production de l'anime et l'armée japonaise.

### Don du sang
Depuis 2013, le Centre préfectoral de transfusion sanguine de la Croix-Rouge d’Ibaraki via des affiches montrant les personnages principaux de l'anime faisant une opération de don du sang,.

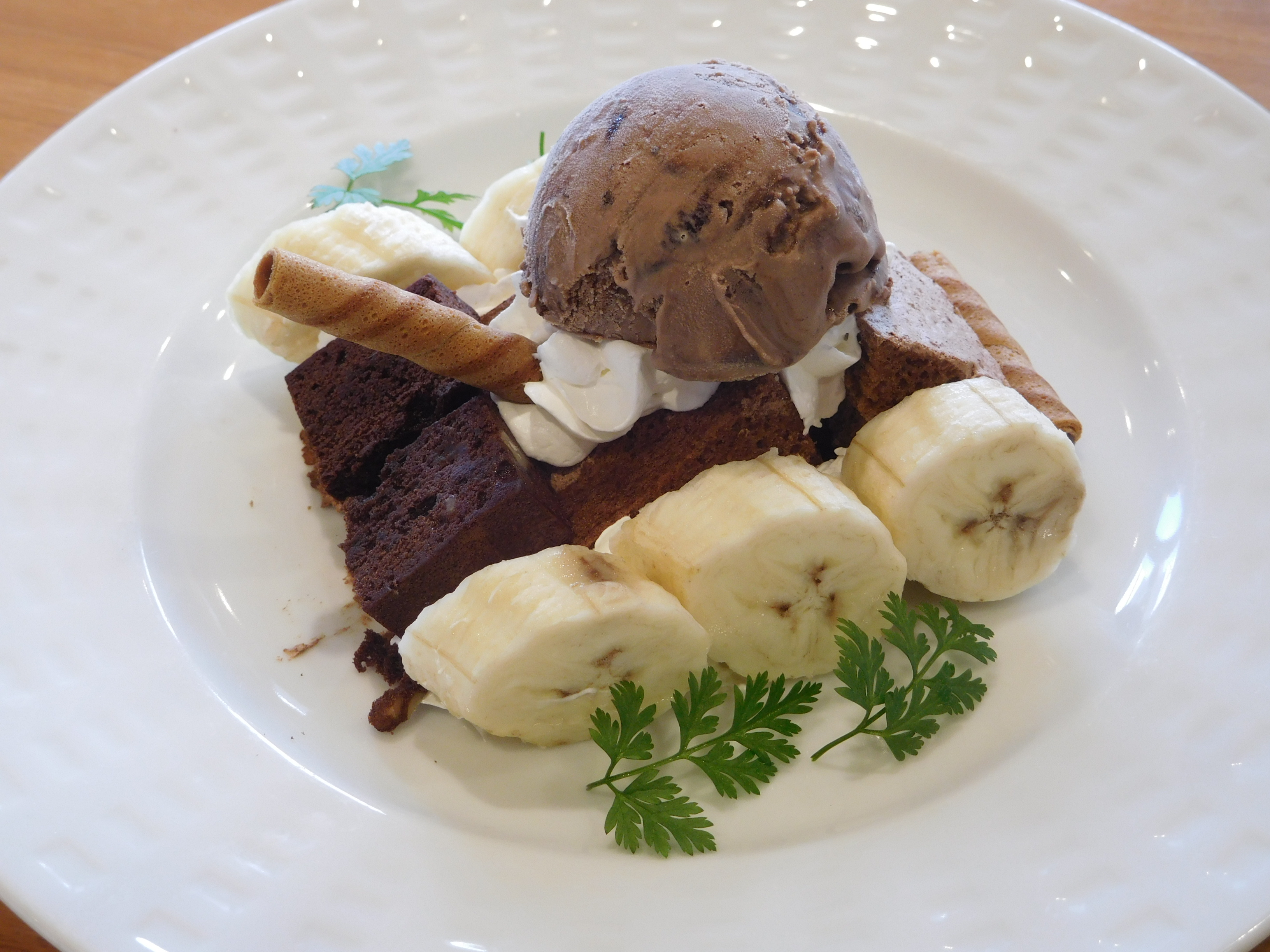
Gâteau en forme de char proposé par la chaîne de restaurant COCO's.

### Partenariats
Actas a signé un partenariat avec la chaîne de restaurant COCO's pour une campagne publicitaire. Des poster montrant les personnages de l'anime portant des costumes de serveuses des restaurants COCO's sont édités. Des figurines sont également mises en ventes.